# Liparis harketii
Liparis harketii là một loài thực vật có hoa trong họ Lan. Loài này được Killmann & Eb.Fisch. mô tả khoa học đầu tiên năm 2007.